# Konstantin Țiolkovski
Konstantin Eduardovici Țiolkovski (rusă: Константин Эдуардович Циолковский, n. 5/17 septembrie 1857, Izhevskoe⁠(d), Spassky Uyezd⁠(d), gubernia Reazan⁠(d), Imperiul Rus – d. 19 septembrie 1935, Kaluga, RSFS Rusă, URSS) a fost un savant rus specialist în rachete și pionier al astronauticii. Pasionat de cucerirea spațiului, pe care o considera posibilă în anul 2017, Țiolkovsxi a fost cel care a descoperit principiile rachetei multiple, precum și înlocuirea combustibilului solid cu un amestec de oxigen și hidrogen lichid.

## Biografie
Konstantin Țiolkovski s-a născut pe 17 septembrie 1857, în Izhevskoye, regiunea Riazan, Rusia, într-o familie de pădurari. Tatăl, Edward Tsiolkovsky, a fost polonez, mama sa, Maria Yumasheva, era de origine tătară.
La vârsta de zece ani, ca urmare a unei scarlatine, auzul i se diminuează considerabil, iar școala tradițională îl respinge. 
Înclinația fiului spre invenții l-a făcut pe tatăl acestuia să-l trimită la 16 ani la Moscova să-și continue studiile. Matematica, fizica și astronomia le-a studiat individual la biblioteca Muzeului Rumianțev. 

În 1882, a dat examene la gimnaziul din Riazan în vederea obținerii titlului de institutor și a fost trimis la Borovsk,  pentru a lucra ca profesor de aritmetică și geometrie. Cât a lucrat ca profesor, Țiolkovski s-a ocupat permanent de studiile științifice. 
În 1883, când avea 26 de ani,  a scris lucrarea Spațiul liber, în care a tras o concluzie importantă în privința posibilității folosirii mișcării reactive în deplasarea în spațiu.
În 1892 este transferat pe un alt post de profesor la Kaluga, unde continuă cercetările în astronautică și aeronautică folosindu-și propriile venituri.
Atras de literatura lui Jules Verne, Țiolkovski scrie la început povestiri SF, ca apoi să se dedice studiului rachetelor.
În 1895, după modelul Turnului Eiffel din Paris, Konstantin Țiolkovski introduce conceptul de Turn Țiolkovski, un lift spațial care să se înalțe de la suprafața Pământului dincolo de orbita geostaționară (la 35.786 km). 
În 1897 concepe și experimentează primul tunel aerodinamic din Rusia.
În 1903 a fost publicat primul articol al lui Țiolkovski referitor la tehnica rachetelor, Cercetarea spațiilor mondiale cu dispozitive reactive. În această lucrare, el a propus utilizarea combustibililor lichizi (amestec de hidrogen și oxigen lichid) care ar da rachetelor o rază mai mare de acțiune. 
Ideile sale nu s-au oprit doar la tehnica rachetelor, ci și la stațiile spațiale, costumele spațiale și chiar dușurile pe care le-ar putea utiliza astronauții în condiții de imponderabilitate. 

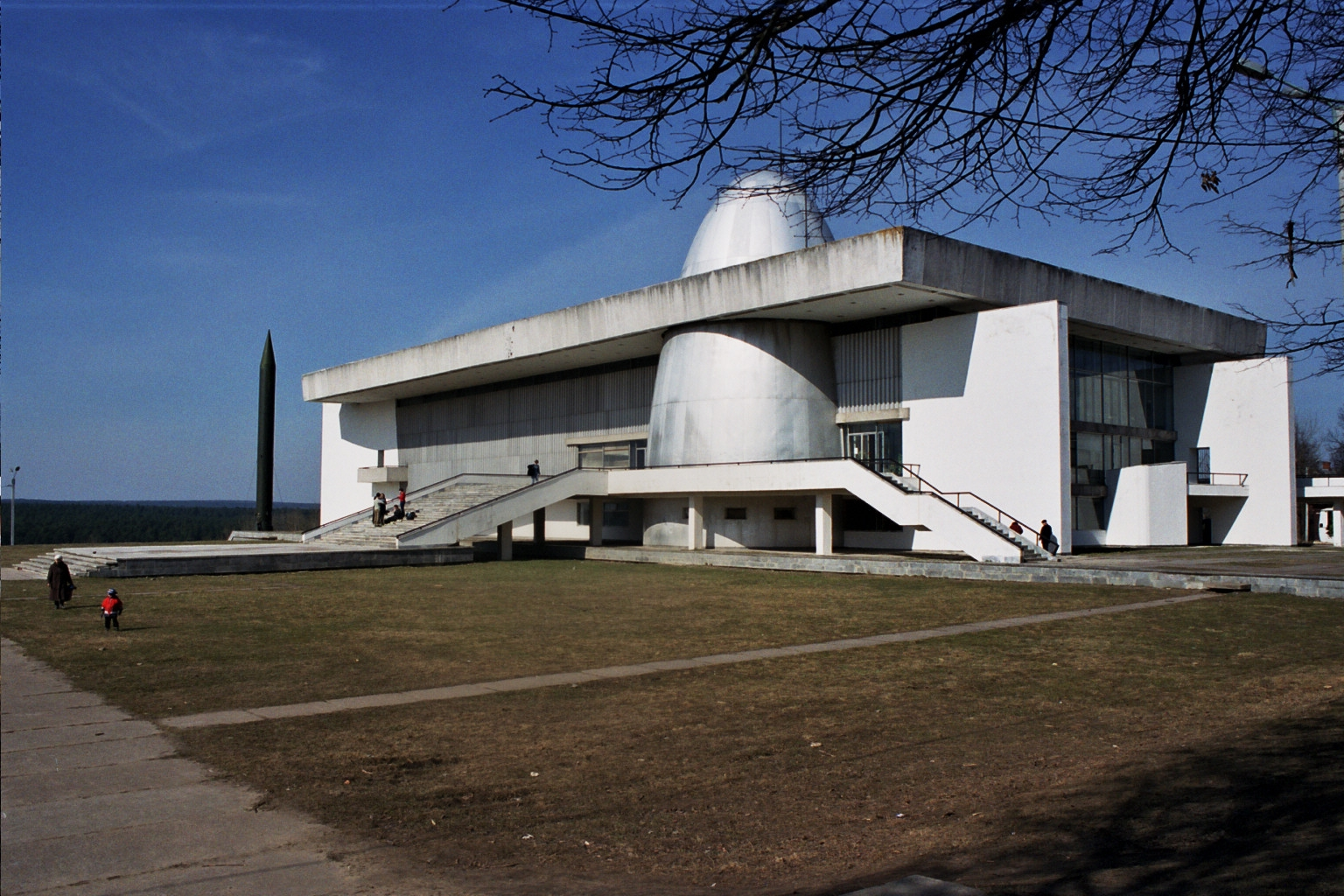
Muzeul de Stat al Istoriei Cosmonauticii C. E. Tsiolkovski

În 1926, Țiolkovski propunea crearea de sateliți artificiali în jurul Pământului, inclusiv platforme locuite, ca avanposturi pentru zboruri către și dinspre alte planete.
În 1929 a elaborat teoria deplasării rachetelor în mai multe trepte, pe care le-a denumit „trenuri de rachete”. De asemenea, Țiolkovski a fost primul care a lansat ideea folosirii rachetei pentru plasarea sateliților artificiali ai Terrei și a studiat condițiile de viață și activitate a echipajului acesteia. El considera că stațiile din afara Terrei trebuie să fie baze intermediare în calea pătrunderii viitoare a omului în Cosmos. 
Ultimii ani de cercetare din viața lui Țiolkovski vor fi susținuți de statul sovietic. 
În memoria sa, un crater de pe Lună  a fost botezat cu numele lui, iar la începutul lunii octombrie 1967, la Kaluga s-a inaugurat „Muzeul de Stat al Istoriei Cosmonauticii C. E. Tsiolkovski”.

## Citate
«Să pui piciorul pe solul asteroizilor, să ridici o piatră de pe Lună cu propria ta mână, să construiești stații mobile în eter, să organizezi inele locuite în jurul Pământului, Lunii și Soarelui, să observi planeta Marte de la o depărtare de câteva zeci de kilometri, să cobori pe sateliții sau chiar pe suprafața ei – ce ar putea fi mai nebunesc! Totuși, numai în momentul în care se vor folosi dispozitivele cu reacție va începe o nouă și măreață eră în astronomie: era studiului mai intensiv al spațiului cosmic.»

## Vezi și
- Robert H. Goddard
- Hermann Oberth
- Cosmism

## Legături externe
- Tsiolkovsky's house The house museum of Tsiolkovsky
- Lucrări de sau despre Konstantin Țiolkovski în biblioteci (catalog WorldCat)
- Konstantin Țiolkovski. Biografie, cărți, cărți audio, articole, fotografii, videoclipuri. Rusă și engleză.
- Virtual Matchbox Labels Museum – Russian labels – Space – Page 2 – Konstantin Tsiolkovsky Historic images
- Tsiolkovsky from Russianspaceweb.com
- Spaceflight or Extinction: Konstantin Tsiolkovsky Arhivat în 28 august 2008, la Wayback Machine. Excerpts from "The Aims of Astronautics", The Call of the Cosmos
- The Foundations of the Space Age. The life and work of Tsiolkovskiy, by Vladimir V. Lytkin, Tsiolkovskiy Museum, Kaluga.